# Franz Roubaud
Franz Roubaud Alekseevich (em russo:  Франц Алексеевич Рубо) foi um pintor russo que criou algumas das maiores e mais conhecidas pinturas panorâmicas. Criou pinturas circulares, expostas numa superfície cilíndrica e vistas a partir do interior. Desta forma, os espectadores receberam um ponto de perspectiva de um lugar alto, a pinturas dele reproduziam a cena original com alta fidelidade.

## Biografia
Franz Roubaud nasceu no dia 3 ou 15 de junho de 1856 em Odessa, filho de Honoré Fortuné Alexis Roubaud e sua esposa Madelaine née Sénèque. Franz foi o quarto dos cinco filhos de uma família católica; seu pai era um livreiro e papeleiro, originalmente de Marseille. Ele estudou na Escola de Desenho de Odessa. Em 1877, Roubaud foi para Munique e estudou na Academia de Munique de Belas Artes.

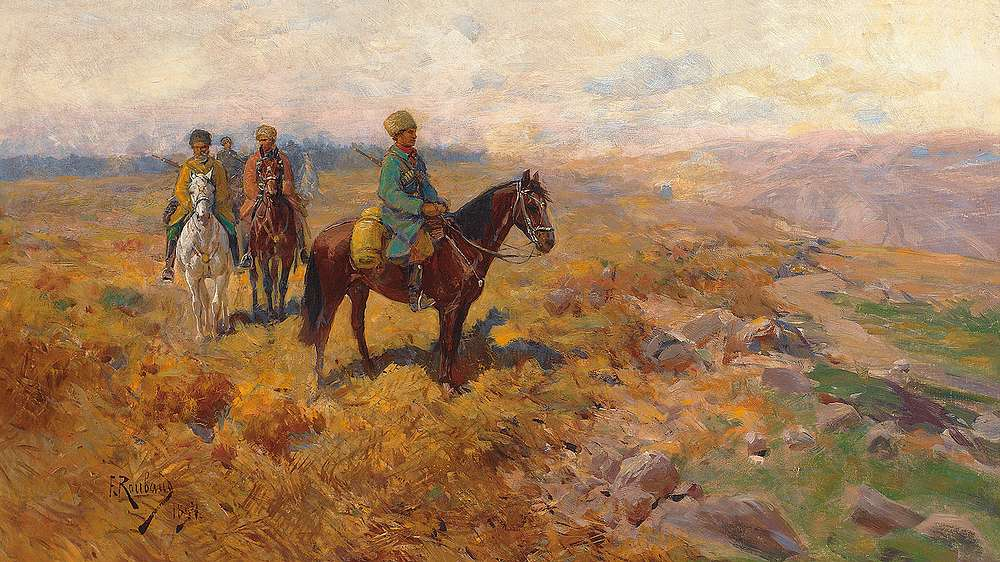
Uma das pinturas de Franz Roubad

Ele, então, estabeleceu-se em São Petersburgo, trabalhando na Academia Imperial de Artes e pintou grandes panoramas de batalhas históricas. Em 1904-1912 Roubaud lecionou na  Academia de artes de são Petersburgo. Durante esse tempo, ele pintou o Cerco de Sebastopol, uma pintura panorâmica. Em meados do século XIX, as várias pinturas panorâmicas tornaram-se uma forma elegante de descrever paisagens e acontecimentos históricos. O panorama era um meio visual de 360 graus patenteado pelo artista Robert Barker em 1787. Esta era uma coisa nova para a época e para as audiências na Europa deste período essas pinturas eram uma sensação. As pinturas criaram uma nova ilusão, transportando o espectador para uma realidade virtual, criando a percepção de estar fisicamente presente no meio dos acontecimentos. Quando em pé no meio do panorama de 360 graus, esta criou a impressão de que está em um novo ambiente.
Tornou-se de renome graças às pinturas panorâmicas gigantes que ele executou durante sua vida. As obras de Roubaud eram tão grandes que elas exigiram pavilhões construídos especialmente para exibi-las. Estas pinturas são uma das poucas panoramas ainda existentes de um gênero popular do século 19. O espectador fica no centro do panorama circular, e observa as várias cenas, enquanto a pé ao redor e observando o panorama a partir de diferentes ângulos de visão.[carece de fontes?]
Em 1913 Roubaud deixou a Rússia e mudou-se para Alemanha, fixando-se em Munique, onde viveu pelo resto de sua vida. Ele morreu em 13 de março de 1928.